# Calamotropha javaica
Calamotropha javaica là một loài bướm đêm trong họ Crambidae.